# Delhayelite
La delhayelite è un minerale.